# Saint-Nizier-du-Moucherotte
Saint-Nizier-du-Moucherotte és un municipi francès situat al departament de la Isèra i a la regió d'Alvèrnia-Roine-Alps. L'any 2007 tenia 987 habitants.

## Demografia

### Població
El 2007 la població de fet de Saint-Nizier-du-Moucherotte era de 987 persones. Hi havia 374 famílies de les quals 70 eren unipersonals (35 homes vivint sols i 35 dones vivint soles), 117 parelles sense fills, 164 parelles amb fills i 23 famílies monoparentals amb fills.
La població ha evolucionat segons el següent gràfic:
Habitants censats

### Habitatges
El 2007 hi havia 476 habitatges, 377 eren l'habitatge principal de la família, 83 eren segones residències i 16 estaven desocupats. 336 eren cases i 135 eren apartaments. Dels 377 habitatges principals, 300 estaven ocupats pels seus propietaris, 69 estaven llogats i ocupats pels llogaters i 8 estaven cedits a títol gratuït; 11 tenien una cambra, 28 en tenien dues, 57 en tenien tres, 64 en tenien quatre i 218 en tenien cinc o més. 333 habitatges disposaven pel capbaix d'una plaça de pàrquing. A 132 habitatges hi havia un automòbil i a 240 n'hi havia dos o més.

### Piràmide de població
La piràmide de població per edats i sexe el 2009 era:
| Homes | Edats   | Dones |
| ----- | ------- | ----- |
| 0     | 95 o +  | 0     |
| 0     | 90 a 94 | 0     |
| 12    | 85 a 89 | 0     |
| 0     | 80 a 84 | 0     |
| 8     | 75 a 79 | 4     |
| 8     | 70 a 74 | 16    |
| 12    | 65 a 69 | 4     |
| 12    | 60 a 64 | 12    |
| 12    | 55 a 59 | 20    |
| 52    | 50 a 54 | 32    |
| 24    | 45 a 49 | 24    |
| 32    | 40 a 44 | 40    |
| 32    | 35 a 39 | 28    |
| 40    | 30 a 34 | 44    |
| 16    | 25 a 29 | 20    |
| 28    | 20 a 24 | 20    |
| 28    | 15 a 19 | 20    |
| 28    | 10 a 14 | 8     |
| 44    | 5 a 9   | 24    |
| 52    | 0 a 4   | 28    |

## Economia
El 2007 la població en edat de treballar era de 663 persones, 536 eren actives i 127 eren inactives. De les 536 persones actives 515 estaven ocupades (270 homes i 245 dones) i 21 estaven aturades (8 homes i 13 dones). De les 127 persones inactives 47 estaven jubilades, 51 estaven estudiant i 29 estaven classificades com a «altres inactius».

### Ingressos
El 2009 a Saint-Nizier-du-Moucherotte hi havia 393 unitats fiscals que integraven 1.067 persones, la mediana anual d'ingressos fiscals per persona era de 24.442 €.

### Activitats econòmiques
Dels 55 establiments que hi havia el 2007, 1 era d'una empresa alimentària, 4 d'empreses de fabricació d'altres productes industrials, 13 d'empreses de construcció, 6 d'empreses de comerç i reparació d'automòbils, 4 d'empreses d'hostatgeria i restauració, 3 d'empreses d'informació i comunicació, 3 d'empreses immobiliàries, 11 d'empreses de serveis, 7 d'entitats de l'administració pública i 3 d'empreses classificades com a «altres activitats de serveis».
Dels 16 establiments de servei als particulars que hi havia el 2009, 2 eren tallers de reparació d'automòbils i de material agrícola, 2 paletes, 3 guixaires pintors, 2 fusteries, 3 electricistes, 1 empresa de construcció, 2 restaurants i 1 agència immobiliària.
Dels 2 establiments comercials que hi havia el 2009, 1 era una botiga de menys de 120 m² i 1 una llibreria.
L'any 2000 a Saint-Nizier-du-Moucherotte hi havia 10 explotacions agrícoles.

## Equipaments sanitaris i escolars
El 2009 hi havia una escola elemental.

## Poblacions més properes
El següent diagrama mostra les poblacions més properes.